# Immunszupresszív gyógyszerek
Az immunrendszer működését serkenthetjük, vagy gátolhatjuk. Az immunrendszer működését fokozó, módosító anyagokat immunmodulátoroknak, míg az immunrendszert gátló szereket immunszuppresszív gyógyszereknek nevezzük. Az immunszuppresszív szerek legfőbb klinikai előnye, hogy használatuk bevezetésével lehetővé vált a szervek átültetése úgy, hogy azok a műtét után nem löködtek ki. Például 20 évvel ezelőtt a betegeknek csak 35%-a maradt életben a májátültetést követő első évben, ma elsősorban a modern immunszuppresszív gyógyszeres kezelés hatására, és a sebészeti technika fejlődése miatt ez az arány meghaladja a 90%-ot. E szerekkel való kezelésénél az optimális dózis megtalálása egy nagyon fontos, és nehéz feladat. Ha túlságosan lecsökkentjük az immunrendszer működését súlyos fertőzések támadhatják meg a szervezetet, míg alacsony dozírozásnál nem tudjuk megakadályozni a szerv kilökődését, a kellő hatás elérését.

## Indikáció
Az immunszuppresszív szerek legfőbb terápiás indikációi:
- Transzplantációban az átültetett szerv rejekciójának megelőzése, kezelése
- Graft versus host reakció megakadályozása, kezelése
- Autoimmun betegségek

## Gyógyszerek
Az alkalmazott szereket alapvetően két nagy csoportra oszthatjuk:
 
A nem-specifikus gyógyszerek az immunválasz több pontján hatnak, és az immunrendszer sejtjein kívül más sejtek működését is befolyásolhatják. Ide tartoznak a citosztatikumok, és a glükokortikoidok.

A specifikus gyógyszerek elsősorban a celluláris immunitást gátolják. Ide tartoznak a T-limfocita aktivációt gátló szerek, és a különböző antitestek.
| csoport                             | alcsoport              | hatóanyag              | védjegyzett készítmény |
| ----------------------------------- | ---------------------- | ---------------------- | ---------------------- |
| Citosztatikumok                     |                        | azatioprin             | IMURAN                 |
| Citosztatikumok                     | mikofenolát-mofetil    | CellCept               |                        |
| Glükokortikoidok                    |                        | Prednizolon            | Di-ADRESON             |
| Glükokortikoidok                    | Metilprednizolon       | MEDROL                 |                        |
| Glükokortikoidok                    | Dexametazon            | ORADEXON               |                        |
| Antitestek                          | IL-2R antitestek       | Baziliximab            | SIMULECT               |
| Antitestek                          | IL-2R antitestek       | Daklizumab             | ZENEPAX                |
| Antitestek                          | T-limfocita antitestek | ALG, ATG               |                        |
| Antitestek                          | T-limfocita antitestek | Muromonab-CD3          |                        |
| T-limfocita aktivációt gátló szerek | Kalcineurin gátlók     | Ciklosporin            | SANDIMMUN              |
| T-limfocita aktivációt gátló szerek | Kalcineurin gátlók     | Takrolimusz(FK506)     | PROGRAF                |
| T-limfocita aktivációt gátló szerek | Kalcineurin gátlók     | Pimekrolimusz          | ELIDEL                 |
| T-limfocita aktivációt gátló szerek | TOR gátlók             | Szirolimusz(Rapamycin) | RAPAMUNE               |
| T-limfocita aktivációt gátló szerek | TOR gátlók             | Everolimusz            | CERTICAN               |

### Citosztatikumok

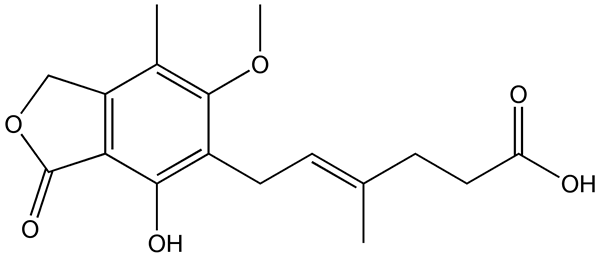
mikofenolsav képlete

A citosztatikumok az osztódó (proliferáló) sejteket károsítják elsősorban. Főleg a daganatterápiában alkalmazzák őket. Még meg nem lévő, vagy éppen kialakuló immunválasz esetén specifikusabbak, mert ilyenkor az éppen osztódó limfocitákra jobban hatnak. Mellékhatásként csontvelő és hámszövet károsodás, illetve karcinogenitás fordulhat elő. Az immunszupresszív terápiában kombinációban alkalmazzák ciklosporinnal, glükokortikoidokkal. Immunszupresszív szerként két vegyület emelhető ki:

#### Azatioprin
Egy prodrug, a szervezetben belőle 6-merkaptopurin képződik. Purinantagonista hatású, gátolja a de novo purinbioszintézist, illetve a DNS-be, RNS-be beépülve károsítja a sejteket.

#### Mikofenolát-mofetil
A szervezetben belőle mikofenolsav képződik, ami felelős a hatásért. Gátolja a GMP de novo szintézisét, ami a limfociták működését jobban befolyásolja, mert bennük a nukleotidok mentő úton való szintézise nem jelentős.

### Glükokortikoidok

Metilprednizolon képlete

Az immunszupresszív szerek másik nem specifikus csoportja, bár a sejtes immunválaszra valamivel kifejezettebb e szerek hatása. A szervek kilökődésének gátlása mellett, sokfajta autoimmun betegségben is használható, főleg, ahol gyulladás is előfordul. Immunszupresszánsként a prednizolont, metilprednizolont, dexametazont használják a klinikumban.
A glükokortikoidokra jellemző, hogy intracelluláris, sejtmag receptoron hatnak, ami a géntraszkripciót reguláló receptorok nagy családjához tartozik. Kötődnek a DNS-hez, és megváltoztatják; gátolják, vagy gyorsítják bizonyos fehérjék szintézisét. Az immunszupresszív terápiában szerepet játszó hatásuk a gyulladásgátlás és az immunszupresszió. Hatásukra csökken a keringő T-limfociták száma, így kevésbé jöhet létre sejtes immunválasz. Ezenkívül gátolja a gyulladásban fő szerepet játszó ciklooxigenáz, és az immunválaszban szerepet játszó több interleukin (IL-1, IL-2, IL-3, IL-4, IL-5, IL-6, IL-8) kifejeződését(expresszióját).

### Antitestek

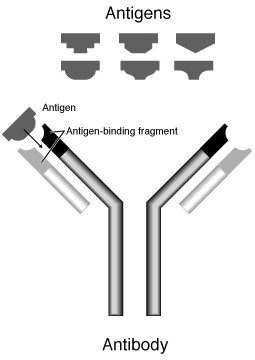
Az ellenanyag (antitest) antigén megkötésének sémája

Az antitestek adott antigénnel reagáló immunglobulinok. Emberi limfocitákat, vagy azok részeit, receptorjait immunizálják állatokkal, és az állatok hiperimmun szérumából tisztítással létrejövő immunglobulint használják a terápiában. Az állati termékek ellen az emberi szervezet ellenanyagokat termelhet, immunreakcióval válaszolhat. Ezért génfúzióval kiméra anitesteket, ahol csak az antigénfelismerést végző variábilis rész állati eredetű, illetve biztonságosabb humanizált antitesteket állítanak elő, ahol már csak a hipervariábilis részek állati eredetűek. Az antitesteket alapvetően két nagy csoportra oszthatjuk szelektivitásuk szerint. A poliklonális antitestek nem egyetlen felszíni antigénnel reagálnak, nem specifikusak, míg a monoklonális antitestek specifikusak, csak egyetlen antigénnel reagálnak. 

#### Poliklonális antitestek
A klinikumban két poliklonális antitestet használnak az antilimfocita-globulint (ALG), és az antitimocita-globulint (ATG). Ezek az antitestek a keringő limfociták felületén lévő antigénekhez kötődve gátolják azoknak funkcióit, illetve lízisét okozzák. Csökkentik az immunválaszért felelős sejtek számát. Nagyon hatékony szerek, jellemzően csak egyszer használják őket: közvetlenül a transzplantáció után, illetve már létrejött kilökődési reakció kezelésére.

### Monoklonális antitestek
A monoklonális antitestek pontosan meghatározott antigénekhez kötődnek. Ennek következtében kevesebb mellékhatást okoznak. Különösen jelentősek az IL-2 (CD25) receptor-, és a CD3-ellenes antitestek. A jövőben azonban új szerek kifejlesztése várható a specifikusabb hatás, és a kevesebb mellékhatás miatt.

#### T-sejt ellenes antitestek
Jelenleg egyedül a Muromonab-CD3 (OKT3) az egyetlen jóváhagyott CD3-ellenes antitest. Ez egy IgG2a típusú CD3 ellenes monoklonális anittest, ami megakadályozza a T-sejt aktivációt, és proliferációt kötődve a T-sejt receptor komplexhez az összes differenciált T-sejten. Így a szer az egyik leghatásosabb immunszupressízv gyógyszer, ami használható szteroid- és vagy poliklonális antitest rezisztens akut kilökődés esetén.

#### IL-2 receptor ellenes antitestek
Basiliximab: IL-2R antitest, transzplantációkor akut kilökődés ellen